# Ianka Fleerackers
Ianka Fleerackers (Bornem, 6 augustus 1971) is een Vlaams actrice, presentatrice, auteur en ondernemer.

## Biografie
Al sinds haar zestiende is Ianka Fleerackers actief als actrice, voor televisie en film, maar ook in het theater. Haar bekendste rollen waren die van Prinses Prieeltje in Kulderzipken en haar recentste rol van Gudrun Deschryver in het Het goddelijke monster (op tv op Eén in 2011). Verder vertolkte ze een van de hoofdrollen in Flikken en LouisLouise, een telenovelle van VTM.
Naast het acteren heeft Ianka ook een andere passie: schrijven. Fleerackers schreef 3 jaar lang columns voor het tijdschrift Flair, en in samenwerking met tekenaar Sebastiaan Van Doninck maakte zij het prentenboekendrieluik over Uil, uitgegeven bij uitgeverij De Eenhoorn. Uitgeverij Lannoo bracht twee boeken van haar op de markt: Roodkopje, een bundeling van haar columns uit Flair, gedichten en foto's, en Flikken - anders bekeken, waarin ze over het maken van de reeks en anekdotes vertelt uit de opnames van de televisieserie en verschillende acteurs aan het woord laat over hun ervaringen op de set. In 2011 startte ze haar eigen productiehuis Wild Goose Stories, waarmee ze crossmediale boeken maakt.

## Televisie
Ianka Fleerackers werkte voor het eerst bij de BRT (later VRT), toen ze een rol kreeg in de jeugdserie Meester, hij begint weer!. Deze reeks zorgde voor de doorbraak van nog een aantal acteurs als Bart De Pauw, Michael Pas en Günther Lesage. In 1992 studeerde ze af aan het conservatorium van Brussel, waarna ze een contract tekende voor Niet voor publikatie. Enkele jaren later, in 1995, maakte Fleerackers de overstap naar VTM voor de dramareeks Ons Geluk. In deze serie stond ze naast namen als Chris Lomme, Nand Buyl, Johan Heldenbergh en Veerle Dobbelaere. Gelijklopend met de opnames van Ons Geluk, startten de opnames voor een andere prestigieuze reeks: Kulderzipken. Hierin speelde Ianka Fleerackers Prinses Prieeltje, dochter van koning Jozef (Jan Decleir) en koningin Angina (Karin Tanghe).
In 1998 werd Fleerackers een van de eerste wrappers op de jeugdzender Ketnet, een jaar later maakte zij diverse reportages voor het programma Link. Verder deed Ianka Fleerackers weinig voor televisie aangezien ze zich wat meer concentreerde op het spelen in het theater, maar speelde wel nog enkele gastrollen in onder andere Windkracht 10, Flikken en Witse. Tien jaar na afloop van Kulderzipken en na haar gastrol in Flikken, kreeg ze in dezelfde serie de rol van Emma Boon, partner van John Nauwelaerts. Ze vertolkte de rol van reeks 8 tot 10. In de Vlaamse telenovelle LouisLouise speelde ze Charlotte, de radiopresentatrice en ze is de roommate van Louis, waar ze al jaren een oogje op had. In 2011 is ze te zien als Gudrun Deschryver in de verfilming van Het Goddelijke Monster (naar de boeken van Tom Lanoye). Sinds 2 september 2010 presenteert ze op Kanaal Z een boekenprogramma.

### Overzicht film en televisie
- Meester, hij begint weer! (1985) - als leerlinge
- Copy Copy (1993) - als Dusty
- RIP (1993-1994) - als Maria De Wandel
- Meester! (1993-1994) - als Anneke
- Max (1994) - als Sofie de Keukeleire
- Niet voor publikatie (1994-1995) - als Eva Verbruggen
- Ons Geluk (1995) - als Céline
- Kulderzipken (1995-1997) - als Prinses Prieeltje
- Windkracht 10 (1997) - als Els
- Hof van Assisen (1998) - als Leentje Simons
- Iedereen beroemd! (2000) - als Gaby
- De Indringer (2005) - als Tania
- De Kotmadam (2005) - als Chantal
- Flikken (2005) - als Natalie Mouton
- Witse (2006) - als Els Guns
- Flikken (2007-2009) - als Emma Boon
- LouisLouise (2008-2009) - als Charlotte De Wilde
- Sinteressante dingen (2009) - als mama van Robbe
- Witse (2011) - als Sonia Moerman
- Code 37 (2011) - als Christine Hadewijck
- Het goddelijke monster (2011) - als Gudrun Deschryver
- Vermist (2011) - als Ilse Allaerts
- Aspe (2012) - als Magda Pauwels
- Danni Lowinski (2013) - als Jasmine Scholier
- De Ridder (2013) - als Maaike Bovenaerde
- Aspe (2014) - als Sabine Keppens/Louise Leroi
- Echt niet OK (2015-2016) - diverse rollen
- Altijd Prijs (2015) - als Andrea
- Vermist (2016) - als Sylvie Depreter
- Coppers (2016) - als Marianne Smeets
- Professor T. (2016) - als Tania Vermeir
- Rupel (2019) - als Fien De Pauw
- De Kraak (2021) - als griffier Els
- De Bunker (2022) - als Emma Willems

#### Overige verschijningen
- Z-boek (Kanaal Z, 2010-), presentatrice
- De laatste show (2007)
- Link (1999), diverse reportages
- Ketnet-wrapper (1998-2001)

## Theater

### Ianka Fleerackers &Sam Vloemans
- Uil plus Leeuwerik

### Het Gevolg
- Norway Today (2004-2005), regie (coproductie met theater Le Monde Dumas).
- Bubba (2003-2004), kleutervoorstelling, tekst – regie – spel.
- Othello (2002-2003), spel.
- Othello (2001-2002), spel.
- De Ierse Eland (2001-2002), tekst – regie – spel.

### HETPALEIS
- Bremen is niet ver (2000-2001), spel samen met Bart Moeyaert, Gerda Dendooven en Geert Hautekiet.

### Productiehuis Brabant
- Ik ben onschuldig (2000),tekst Pascale Platel spel.
- Het duivenevenwicht, monoloog.

### Geert Hautekiet Producties G.C.V.
- De zak van Sinterklaas en andere erotische verhalen (1998-1999), spel.

### Victoria
- Lifestyle (1998-1999), spel.
- 't Is niet om te stoefen, maar 't regent buiten (1998-1999), regie – spel.
- Monoloog uit Van al die niks te zeggen hebben, zijn die die zwijgen ‘t aangenaamst (1993-1994), spel.
- Van al die niks te zeggen hebben, zijn die die zwijgen ’t aangenaamst (1993-1994),monoloog bij Victoria, regie Frank Theys.
- Ja, wacht regie Alain Platel

### Theater De Korre
- Prinsenshof (1997-1998), spel.
- Het luizengevecht (1997-1998), spel.
- Het luizengevecht (1996-1997), spel.
- Hemelse woorden / Divinas Palabras (1995-1996), spel.

### Jan Peter Gerrits
- Romeo en Julia (1996), Julia.
- Don Carlos spel samen met Ramsey Nasr en Dirk Tuypens

### Mechels Miniatuur Theater
- Stoutste dromen (1995-1996), spel.

### Nederlands Toneel Gent
- De vrouwen (1994-1995), spel (coproductie met Kaaitheater), regie Josse Depauw.

### Nova Zembla
- Verwantschap (1993-1994), spel samen met Michel van Dousselaere, Peter de Graef en An de donder

### Overig
- 100 jaar Guido Gezelle (multimediavoorstelling, 1999),regie Stijn Coninx
- Luna van de boom', Pantalone, naar het boek van Bart Moeyaert.

## Radio
Voor Radio Donna was ze een buitenvipper in het programma Diva met Yasmine. Hiervoor bezocht allerlei culturele evenementen gaande van concerten tot toneelstukken en daarna bracht ze verslag uit in het radioprogramma.
Later presenteerde Ianka Fleerackers een eigen programma op Klara. Het heette Het gelag en werd uitgezonden op zondagavond. Het thema van Het gelag was literaire cafés tijdens de jaren 1900. Fleerackers maakte dit programma samen met Marc van Rompaey en journalist Eric Min.

## Persoonlijk
Ze is getrouwd en heeft twee kinderen.

## Trivia
- Ianka Fleerackers is, na Maarten Bosmans en Pascale Michiels, de derde acteur die na een gastrol ook een hoofdrol in de serie Flikken kreeg. Slechts één seizoen voor zij werd geïntroduceerd als Emma Boon, verscheen Fleerackers namelijk drie afleveringen in seizoen zeven als substituut Nathalie Mouton.
- Ianka Fleerackers schrijft haar voornaam consequent zonder hoofdletter, aangezien de hoofdletter I vaak wordt aangezien voor een kleine L.